# Гаяна на Чемпіонаті світу з водних видів спорту 2015
Гаяна взяла участь у Чемпіонаті світу з водних видів спорту 2015, який пройшов у Казані (Росія) від 24 липня до 9 серпня.

## Плавання
Гаянські плавці виконали кваліфікаційні нормативи в дисциплінах, які наведено в таблиці (не більш як 2 плавці на одну дисципліну за часом нормативу A, і не більш як 1 плавець на одну дисципліну за часом нормативу B):
Чоловіки
| Спортсмен       | Дисципліна           | Попередній заплив | Попередній заплив | Півфінал        | Півфінал        | Фінал           | Фінал           |
| Спортсмен       | Дисципліна           | Час               | Місце             | Час             | Місце           | Час             | Місце           |
| --------------- | -------------------- | ----------------- | ----------------- | --------------- | --------------- | --------------- | --------------- |
| Ендрю Фаулер    | 50 м вільним стилем  | 26.03             | 82                | Завершив виступ | Завершив виступ | Завершив виступ | Завершив виступ |
| Ендрю Фаулер    | 50 м батерфляєм      | 31.14             | 76                | Завершив виступ | Завершив виступ | Завершив виступ | Завершив виступ |
| Ганнібал Гаскін | 100 м вільним стилем | 56.85             | 97                | Завершив виступ | Завершив виступ | Завершив виступ | Завершив виступ |
| Ганнібал Гаскін | 100 м батерфляєм     | 1:01.47           | 68                | Завершив виступ | Завершив виступ | Завершив виступ | Завершив виступ |

Жінки
| Спортсменка      | Дисципліна          | Попередній заплив | Попередній заплив | Півфінал         | Півфінал         | Фінал            | Фінал            |
| Спортсменка      | Дисципліна          | Час               | Місце             | Час              | Місце            | Час              | Місце            |
| ---------------- | ------------------- | ----------------- | ----------------- | ---------------- | ---------------- | ---------------- | ---------------- |
| Джаміла Санмуган | 50 м вільним стилем | 28.60             | 80                | Завершила виступ | Завершила виступ | Завершила виступ | Завершила виступ |
| Джаміла Санмуган | 50 м батерфляєм     | 31.38             | 56                | Завершила виступ | Завершила виступ | Завершила виступ | Завершила виступ |